# Mahamat Idriss
Mahamat Koundja Ouya Idriss (17. července 1942 – 3. října 1987) byl čadský skokan do výšky. V letech 1960 a 1961 vyhrál mistrovství Francie v atletice, na olympiádě 1960 obsadil jako francouzský reprezentant 12. místo výkonem 203 cm. Na olympiádě 1964 již závodil za samostatný Čad a skončil devátý, když překonal 209 cm. Na olympiádě 1968 mu výkon 206 cm nestačil na postup z kvalifikace.
V roce 1966 vytvořil svůj osobní rekord (a dosud platný národní rekord) 217 cm, podle žebříčku časopisu Track & Field News byl v tomto roce osmým nejlepším výškařem světa.
V hlavním městě N'Djameně byl podle něj pojmenován stadion Stade Omnisports Idriss Mahamat Ouya, na kterém hraje domácí zápasy čadská fotbalová reprezentace.